# Tore Persson (konstnär)
Per Emil Tore Persson, född 16 juli 1917 i Munkfors, då tillhörande Ransäters församling, död 14 oktober 1967 i Munkfors församling i Värmland, var en svensk målare och keramiker. Han var son till fabriksarbetaren Emil Persson och Agda Björk. 
Persson studerade för Gotthard Sandberg och Pieter de Grooth Boersma och medverkade  efter studierna i Norra Värmlands konstförenings utställningar i Torsby 1954–1956 och 1959–1960. Tillsammans med Sven Schützer-Branzén ställde han ut i Munkfors 1955.
Hans konst består av experimenterande måleri och mosaiker utförda av keramiska bitar, som han brände själv.